# Mihail Orlov (general)
Mihail Fiodorovci Orlov (în rusă Михаил Фёдорович Орлов; n. 25 martie/5 aprilie 1788, Moscova, Imperiul Rus – d. 19/31 martie 1842, Moscova, Imperiul Rus) a fost un general-maior rus (participant la războaiele napoleoniene), care a stabilit condițiile predării Parisului în fața armatei aliate. În anii 1820 a câștigat faimă ca o figură publică de direcție liberală, fiind un decembrist și un interlocutor frecvent al celebrului poet Aleksandr Pușkin.   

## Biografie
A fost al doilea fiu al contelui Fiodor Orlov. A servit în armata imperială rusă în timpul războaielor napoleoniene din 1805 până la capturarea Parisului în 1814. În timpul șederii sale în Franța, el, ca mulți alți viitori decembriști, a intrat în contact cu ideile liberale. După demobilizare și întoarcerea în patrie, a slujit guvernul țarist în Norvegia în 1814 în timpul rebeliunii împotriva anexării suedeze decisă la Viena pentru compensarea anexării ruse a Finlandei. Cu această ocazie, se remarcă apropierea lui Orlov de cauza norvegiană și de faptul că a mers împotriva ordinelor guvernamentale prin redactarea unui memoriu în favoarea rebelilor. 
În 1815 a participat la a doua campanie în Franța. Mai târziu s-a apropiat de cercurile conspirative, care au luat avânt în Rusia datorită aprobării țarului Alexandru I, care a garantat libertatea lojilor masonice, intrând în Uniunea Mântuirii în 1818. Ca francmason, a fost membru al Lojii „Ovidiu” și a participat alături de Serghei Volkonski la întâlnirile Lojii „slavilor uniți” de la Kiev.
La 13 iunie 1817 a fost numit șef de stat major al Corpului 4 Infanterie, iar la 3 iunie 1820 primește comanda Diviziei 16 Infanterie staționată la Chișinău.

### Perioada la Chișinău

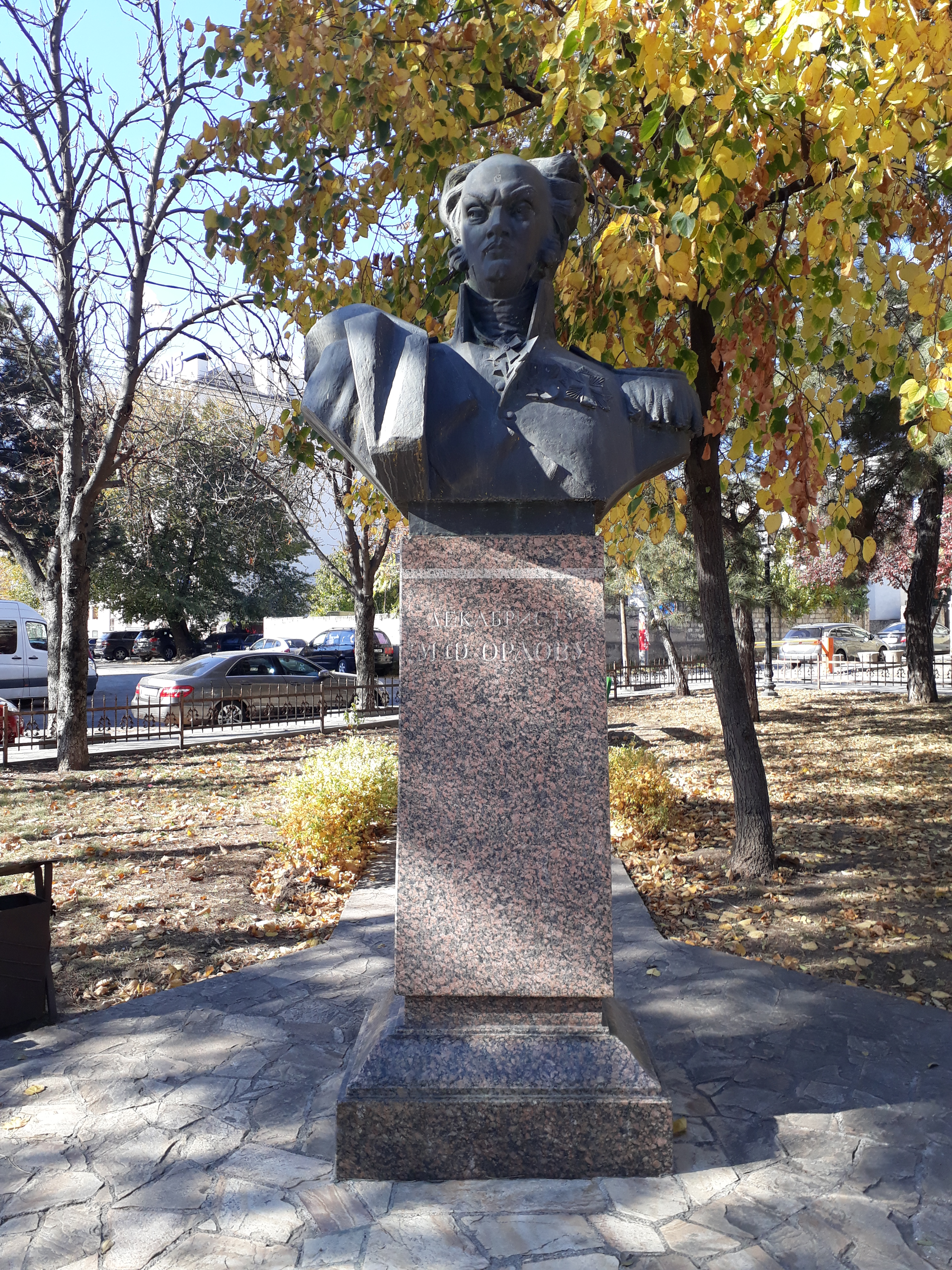
Bustul lui Mihail Orlov (1975) din Chișinău.

Orlov s-a întors din campania străină cu opinii în opoziție față de guvernul țarist al lui Alexandru I, care la rândul lui, a respins de cinci ori propunerile de a plasa o divizie sub comanda lui Orlov și, în general, a arătat suspiciune față de el. Ajuns la Chișinău, Orlov și-a propus să răspândească iluminismul în rândul soldaților și să introducă o atitudine mai umană față de aceștia: a amenajat școli lancasterești pentru gradele inferioare, a anulat pedepsele corporale în divizia sa.
În 1817, Orlov l-a cunoscut pe Pușkin și a devenit membru al societății literare „Arzamas” cu porecla „Rhein”. S-a gândit să o transforme, extinzând gama de activități. 
În 1821, Orlov s-a căsătorit cu Ekaterina Raevskaia, fiica celebrului general Nikolai Raevski. În casa orlovilor din Chișinău, după spusele soției sale, „dispute constant zgomotoase – filozofice, politice, literare” erau purtate de Pușkin și Orlov: „Îl vedem foarte des pe Pușkin, care vine să se dispute cu soțul despre tot felul de subiecte”. Mai târziu, poetul a avut o ceartă cu Orlov, declarând: „Orlov este un om inteligent și un tip foarte amabil, dar înaintea lui nu sunt cumva un vânător pentru vechile noastre relații”, i-a scris el soției sale în 1836.
Orlov a fost unul dintre fondatorii organizației predecembriste „Ordinul Cavalerilor Ruși”. El a dezvoltat un amplu program de reforme liberale (constituție, desființarea iobăgiei, judecată cu juriu, libertatea presei), combinate în maniera engleză cu puterea aristocrației și a burgheziei în curs de formare. A condus consiliul din Chișinău al Uniunii decembriste a Bunăstării. Supravegherea secretă a fost stabilită pentru Orlov, din moment ce divizia a 16-a avea reputația în rândul superiorilor de a fi indisciplinată și a rămas în urmă în ceea ce privește frontul.
În 1822, au avut loc tulburări în divizia lui Orlov. Unul dintre comandanți, căpitanul Briuhanov, supărat de acțiunile căpitanului-superior, care l-a împiedicat să se alimenteze din fondurile armatei, a profitat de prima greșeală ușoară a acestuia din urmă și a ordonat să fie pedepsit cu bastoane. Divizia, indignată de nedreptatea vădită a pedepsei, l-a smuls pe tovarăș din mâinile subofițerului care-l pedepsea, luându-i și pe acesta din urmă bețele. Orlov, după ce a analizat cazul, a recunoscut afirmațiile soldaților ca fiind corecte și l-a judecat pe Briuhanov.
Superiorul său, Ivan Sabaneev, care a emis anterior ordine de interzicere a relelor tratamente a rangurilor inferioare, a luat de data aceasta toate măsurile pentru a suprima ordinul lui Orlov. El a revizuit cazul, în urma căruia Briuhanov a fost eliberat din proces, iar autorii „revoltelor” au fost pedepsiți cu biciul și trimiși la muncă silnică.

### Demiterea din serviciul militar
În urma anchetei, Orlov a fost eliberat de comanda diviziei și numit „să fie în armată” (18 aprilie 1823). În ajunul revoltei decembriste, a vizitat Crimeea, unde s-a văzut cu Aleksandr Griboiedov, care ulterior a fost acuzat de implicarea în evenimentele din Piața Senatului. Nu a luat parte la pregătirea revoltei armate, dar după 14 decembrie 1825 a fost totuși arestat și închis în fortăreața Petru și Pavel, unde a petrecut șase luni.
Datorită mijlocirii fratelui său, favoritul regal Aleksei Orlov, Mihail nu a suferit o pedeapsă grea, ci a fost în cele din urmă demis din serviciu. I s-a ordonat să locuiască într-un sat din gubernia Kaluga, sub supravegherea poliției. 
În 1831 i s-a permis să locuiască la Moscova, fiind unul din dintre puținii decembriști căruia i-a fost permis să locuiască acolo.
Ultimii ani ai vieții și-a dedicat organizării Școlii de Pictură, Sculptură și Arhitectură din Moscova. A murit de febră în martie 1842. A fost înmormântat la mănăstirea Novodevici..

## Legături externe
- ru  The Dictionary of Russian Generals in Napoleonic Wars
- Platov in Napoleonic wars